# Lasioglossum nupricola
Lasioglossum nupricola là một loài Hymenoptera trong họ Halictidae. Loài này được Sakagami mô tả khoa học năm 1988.